# تونی مارشال
تونی مارشال (فرانسوی: Tonie Marshall‎؛ زادهٔ ۲۹ نوامبر ۱۹۵۱ – درگذشته ۱۲ مارس ۲۰۲۰) کارگردان، فیلم‌نامه‌نویس و هنرپیشه اهل فرانسه بود. والدین وی، هر دو بازیگر بوده‌اند.
از فیلم‌هایی که وی در آنها نقش داشته‌است می‌توان به یک روز در موزه اشاره کرد.
او کارگردان فیلم مؤسسه زیبایی ونوس بود.